# Laguna Artesoncocha
La laguna Artesoncocha es una laguna que se ubica en el distrito de Caraz, en la provincia de Huaylas en la Cordillera blanca, en el departamento de Ancash, Perú. Se encuentra en la parte noroeste de la laguna Parón. Es una laguna que está situada a una altitud de 4288 m s. n. m. y tiene una profundidad de 17 m y un volumen de agua de 637 847,2 m3 con un área total de 67 669,19 m2.